# میلونیتسه (ناحیه ویشکوف)
میلونیتسه (به چکی: Milonice) یک منطقهٔ مسکونی در جمهوری چک است که در ناحیه ویشکوو واقع شده‌است. میلونیتسه ۴٫۹۹ کیلومتر مربع مساحت و ۳۵۹ نفر جمعیت دارد و ۲۵۰ متر بالاتر از سطح دریا واقع شده‌است.